# Porto de Moz
Porto de Moz é um município brasileiro do estado do Pará. Localiza-se no norte brasileiro, a uma latitude 01º44'54" sul e longitude 52º 14' 18" oeste.

## História
Cidade de origem indígena chamada de Porto de moz (Porto de Pedra) pelos índios Monturús.
Em 1635 uma expedição dos jesuítas liderada por Pedro Teixeira fundou a vila de Porto de moz.
A aldeia indígena ficou conhecida como o bairro de Maturu.
As origens da atual sede do município são encontrados no aldeamento Muturu, estabelecido pelos capuchos de São José, em data que a tradição indica, como 1639.
Em 1758, foi criado o município pelo governador e capitão-general, Francisco Xavier de Mendonça Furtado. Deu-lhe a categoria de vila, com a denominação de origem portuguesa, de Porto de Moz (idêntica à localidade de Porto de Mós, existente em Portugal), em cumprimento à Lei de 6 de julho de 1775 e fazendo a instalação em 16 de julho do mesmo ano.
Seus limites foram estabelecidos pelo ouvidor Madeira Fernandes, assim permanecendo até 1801, quando foi incluído em seu território, o lugar Boa Vista.
Nas sessões do Conselho de Governo do Pará, de 10 a 17 de maio de 1833, pertenceu como vila, ficando à frente dos termos de Veiros, Pombal e Souzel, que haviam perdido a categoria de vila. Pelo Decreto nº 218, de 9 de novembro de 1890, o governo do Estado concedeu o título de cidade a Porto de Moz.
Em cumprimento ao Decreto nº 6, de 4 de novembro de 1930, o município foi suprimido e foi incorporado ao território de Gurupá, recuperando a sua autonomia pelo Decreto nº 2.805, de 10 de dezembro de 1937.
Segundo o quadro de divisão territorial, de 31 de dezembro de 1937, oito distritos compunham Porto de Moz: o da sede e os de Alto Xingu, Aquiqui, Souzel, Tapará, Pombal, Veiros e Vilarinho do Monte. Pelo quadro anexo ao Decreto-Lei nº 2.972, de 31 de março de 1938, era constituído de 4 distritos: Porto de Moz, Souzel, Vilarinho do Monte e Veiros.
Em face do Decreto-Lei nº 3.131, de 31 de outubro de 1938, que estabeleceu a divisão para o período 1939-1943, pertenceu como os mesmos distritos, apesar de o distrito-sede haver perdido para Vilarinho do Monte o território da zona de Tapará.
Atualmente, possui somente 3 distritos: Porto de Moz (sede), Vilarinho do Monte e Vieiros.
Em agosto de 2017, a cidade serviu de centro de operações aquando do naufrágio da embarcação Capitão Ribeiro no rio Xingu, que causou 23 vítimas mortais. Muitos dos passageiros que viajavam no navio eram naturais desta cidade.

## Geografia
Localiza-se à latitude 01º44'54" sul e à longitude 52º14'18" oeste, com altitude de 15 metros. Sua população estimada em 2016 é de 39 246 habitantes, distribuídos em uma área de 17 423,017 km².
Segundo dados do Instituto Nacional de Meteorologia (INMET), desde 1963 a menor temperatura registrada em Porto de Moz foi de 16 °C nos dias 15 de fevereiro de 1968 e 1° de março de 1971 e a maior atingiu 37,4 °C em 16 de novembro de 1973. O maior acumulado de precipitação em 24 horas foi de 153,6 milímetros (mm) em 10 de abril de 2002. Abril de 2005, com 659,1 mm, foi o mês de maior precipitação.
| Dados climatológicos para Porto de Moz | Dados climatológicos para Porto de Moz | Dados climatológicos para Porto de Moz | Dados climatológicos para Porto de Moz | Dados climatológicos para Porto de Moz | Dados climatológicos para Porto de Moz | Dados climatológicos para Porto de Moz | Dados climatológicos para Porto de Moz | Dados climatológicos para Porto de Moz | Dados climatológicos para Porto de Moz | Dados climatológicos para Porto de Moz | Dados climatológicos para Porto de Moz | Dados climatológicos para Porto de Moz | Dados climatológicos para Porto de Moz |
| Mês | Jan                                    | Fev                                    | Mar                                    | Abr                                    | Mai                                    | Jun                                    | Jul                                    | Ago                                    | Set                                    | Out                                    | Nov                                    | Dez                                    | Ano                                    |
| --- | -------------------------------------- | -------------------------------------- | -------------------------------------- | -------------------------------------- | -------------------------------------- | -------------------------------------- | -------------------------------------- | -------------------------------------- | -------------------------------------- | -------------------------------------- | -------------------------------------- | -------------------------------------- | -------------------------------------- |
| Temperatura máxima recorde (°C) | 35,5                                   | 35                                     | 35                                     | 35,4                                   | 34,4                                   | 34,5                                   | 34,9                                   | 35,9                                   | 35,7                                   | 36,5                                   | 37,4                                   | 36,2                                   | 37,4                                   |
| Temperatura máxima média (°C) | 31,3                                   | 30,7                                   | 30,9                                   | 30,9                                   | 31,1                                   | 31,5                                   | 31,9                                   | 32,9                                   | 33,3                                   | 33,6                                   | 33,2                                   | 32,5                                   | 32                                     |
| Temperatura média compensada (°C) | 26,4                                   | 26,1                                   | 26,3                                   | 26,4                                   | 26,6                                   | 26,7                                   | 26,7                                   | 27,4                                   | 27,7                                   | 28                                     | 27,9                                   | 27,2                                   | 27                                     |
| Temperatura mínima média (°C) | 23,1                                   | 23,1                                   | 23,3                                   | 23,4                                   | 23,4                                   | 23,2                                   | 23                                     | 23,3                                   | 23,5                                   | 23,6                                   | 23,7                                   | 23,6                                   | 23,4                                   |
| Temperatura mínima recorde (°C) | 16,5                                   | 15                                     | 15                                     | 16,5                                   | 17,5                                   | 19,2                                   | 17,5                                   | 18,5                                   | 18                                     | 17,8                                   | 16,5                                   | 17,5                                   | 15                                     |
| Precipitação (mm) | 224,7                                  | 284,5                                  | 327,2                                  | 384,1                                  | 313,1                                  | 243,9                                  | 154,4                                  | 81,1                                   | 62,6                                   | 54,7                                   | 67,2                                   | 114,3                                  | 2 311,8                                |
| Dias com precipitação (≥ 1 mm) | 18                                     | 20                                     | 22                                     | 23                                     | 23                                     | 18                                     | 15                                     | 9                                      | 8                                      | 5                                      | 6                                      | 11                                     | 178                                    |
| Umidade relativa compensada (%) | 86,7                                   | 88,6                                   | 88,6                                   | 89,2                                   | 89                                     | 87,5                                   | 86,1                                   | 83,4                                   | 81,2                                   | 80                                     | 80,6                                   | 83,3                                   | 85,4                                   |
| Insolação (h) | 133,3                                  | 113,8                                  | 118,9                                  | 130,4                                  | 163,5                                  | 192,7                                  | 229,2                                  | 259,9                                  | 242,3                                  | 224,1                                  | 165,3                                  | 148                                    | 2 121,4                                |
| Fonte: Instituto Nacional de Meteorologia (INMET) — normal climatológica de 1981-2010; recordes de temperatura: 11/05/1963-presente (mínimas a partir de 01/01/1967) |                                        |                                        |                                        |                                        |                                        |                                        |                                        |                                        |                                        |                                        |                                        |                                        |                                        |